# Le Caïd (opéra)
Pour les articles homonymes, voir Le Caïd.
Le Caïd ou Le Kaïd , est un opéra bouffe en deux actes composé par Ambroise Thomas sur un livret de Thomas Sauvage. Il a été créé le 3 janvier 1849 à l'Opéra-Comique dans la seconde Salle Favart à Paris.

## Historique
L'opéra était originellement intitulé Les Boudjous,, en référence à une unité monétaire (du mot arabe « بوجهه ») frappée dans la régence d'Alger et utilisée dans l'Empire ottoman.
La première production du Caïd  à l'Opéra-Comique fut dirigée par Théophile Tilmant et mise en scène par Ernest Mocker. L’œuvre reçut des critiques très favorables et fut le premier grand succès populaire d'Ambroise Thomas.
Le travail est emblématique de la vogue des spectacles évoquant le pouvoir colonial français, à la suite de la conquête de l'Algérie en 1830. Il fut recréé par l'Opéra-Comique le 31 août 1851, date de sa 100e représentation avec Caroline Miolan-Carvalho dans le rôle de Virginie. Il fut à nouveau monté pour la dernière fois à l'Opéra-Comique, le 16 février 1911, cumulant un total de 422 représentations par cette compagnie.
Hors de France, l'opéra a été joué pour la première fois à Bruxelles le 26 août 1849 ; il est donné à Londres, au St. James's Theatre, le 8 février 1850 et à la Nouvelle Orléans le 18 avril 1850. Il fut interprété en anglais au Theatre Royal Haymarket à Londres le 18 juin 1851 (sous le titre  The Cadi, ou Amours parmi les Maures ) et à Manchester le 8 décembre 1880. Il fut interprété en allemand à Vienne en 1856, Berlin en 1857, et Prague en 1860, et en italien à Milan en 1863, Barcelone en 1865, Florence en 1877 et Naples en 1889.
Le Caïd est rarement représenté au XXe siècle et au début du XXIe siècle ; il a été remonté à la Gaîté-Lyrique le 18 mai 1931. Sa plus récente production a eu lieu en novembre 2007, à l'Opéra-Théâtre de Metz dans une production d'Adriano Sinivia sous la direction de Jacques Mercier. L'air de baryton-basse dit Air du tambour major a été enregistré par plusieurs chanteurs d'opéra dès la fin du XIXe siècle,,.

## Rôles

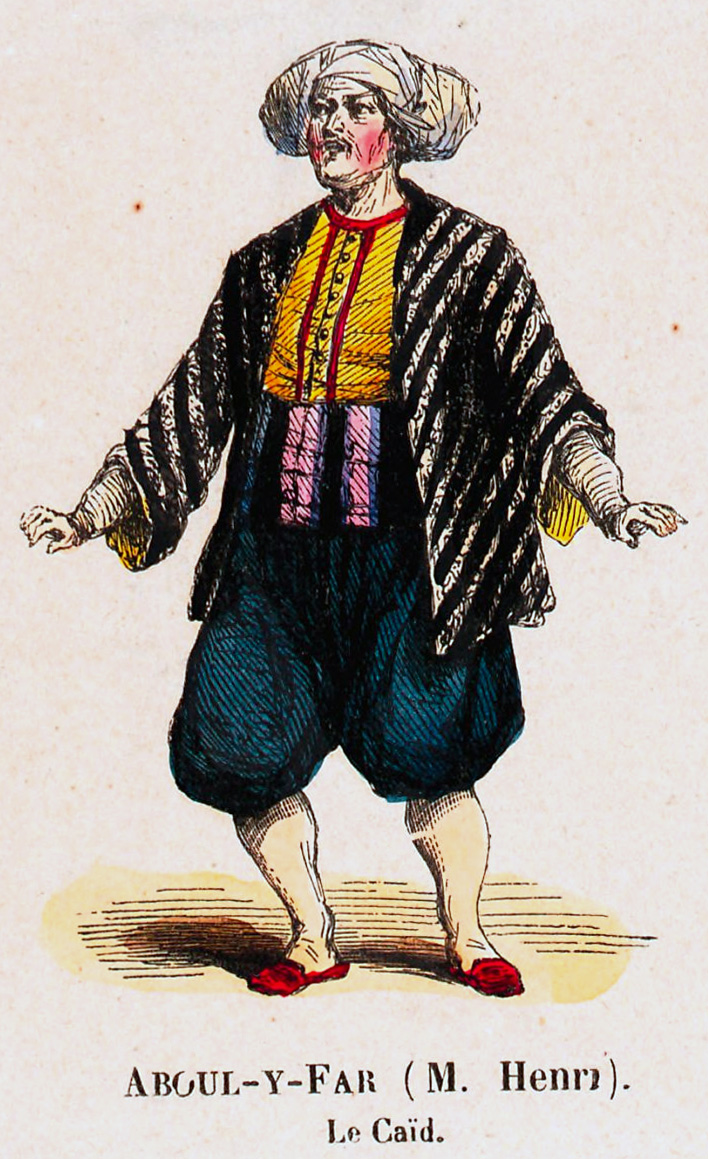
Costume créé pour le rôle de Aboul-y-far, 1849.

| Rôle                                                                           | Voix    | Distribution de la première , 3 janvier 1849 (direction : Théophile Tilmant) |
| ------------------------------------------------------------------------------ | ------- | ---------------------------------------------------------------------------- |
| Aboul-y-far, un caïd algérien                                                  | basse   | Henri (François-Louis Henry)                                                 |
| Fathma, fille de Aboul-y-far                                                   | soprano | Marguerite Decroix                                                           |
| Virginie, une meunière française                                               | soprano | Delphine Ugalde                                                              |
| Birotteau, un coiffeur                                                         | ténor   | Jean-Jacques Boulo                                                           |
| Ali-Bajou, l'intendant du caïd                                                 | ténor   | Charles-Louis Sainte-Foy                                                     |
| Michel, un tambour-major                                                       | baryton | Léonard Hermann-Léon                                                         |
| Muezzin                                                                        | basse   | Lejeune                                                                      |
| Kabyles ; les gardes du Caïd ; officiers français, tambour, soldats ; esclaves |         |                                                                              |

## Argument
Une ville d'Algérie française dans les années 1840.
Aboul-y-far, le caïd d'une ville algérienne sous administration coloniale française, fait régulièrement face aux critiques virulentes de ses sujets concernant les impôts et taxes qu'il leur impose. Birotteau, un coiffeur français de la ville, propose au caïd un "talisman secret" qui le protégera des violences et attaques de ses sujets. Son prix est de 20 000 boudjou. Le caïd, avare notoire, offre en paiement la main de sa propre fille Fathma. Birotteau est flatté de la proposition et accepte l'offre, oubliant qu'il est déjà engagé avec Virginie, qui possède une meunerie en ville.
Pendant ce temps, Ali-Bajou, intendant et factotum du caïd, a un plan différent pour protéger son maître. Il entretient une romance passionnée entre Fathma et Michel, tambour-major dans l'armée française. Quand Michel et Virginie prennent connaissance de l'accord de Birotteau avec le caïd, ils sont furieux. Devant le vœu de vengeance de Virginie et la menace de Michel de lui couper les oreilles, Birotteau refuse d'épouser Fathma en échange du « talisman secret ». Le caïd paie les 20 000 boudjous à contrecœur à Birotteau et découvre que le talisman est une recette pour une lotion capillaire censée guérir la calvitie. À la fin, Ali-Bajou s'enivre joyeusement de vin français. Virginie et Birotteau se marient, ainsi que Fathma et Michel. Michel devient le garde du corps du caïd, ; le seul regret du caïd est que toute l'affaire lui ait coûté 20 000 boudjous.

## Réception
L'opéra a été admiré par les compositeurs français Hector Berlioz et Georges Bizet, ainsi que par le poète Théophile Gautier qui publie un article « Le Caïd » dans Le Journal des débats du 7 janvier 1849. D'autres commentateurs ont des réserves, ainsi Félix Clément et Pierre Larousse :

« On ne peut nier que cet ouvrage ne soit amusant et la musique très-agréable. Cependant, à notre avis, l'ensemble a un caractère de vulgarité, de familiarité et de parodie qui n'est pas celui de l’opera-bufa, ni même de l'ancien opéra-comique. La partition fourmille de motifs charmants. On retrouve dans l'harmonie, sous des dehors piquants, les formes scientifiques les plus pures ; l'instrumentation est ravissante. D'où vient donc l'impression dont nous avons parlé plus haut ? Probablement de la disparate des costumes et de ce genre de pièces dont les gens de goût ont vu avec peine le succès toujours croissant en France ; pièces dans lesquelles aucun sentiment vrai et pris au sérieux ne vient reposer l'esprit du spectateur des bouffonneries et des cascades des acteurs. Une alliance aussi continuelle du plus noble des arts avec les côtés infimes du caractère humain nous paraît regrettable »